# Agrupación de Familiares de Ejecutados Políticos
Agrupación de Familiares de Ejecutados Políticos (por sus siglas, AFEP) es un organismo que reúne a los familiares de los Ejecutados Políticos durante la dictadura militar en Chile.

## Origen de la AFEP en dictadura

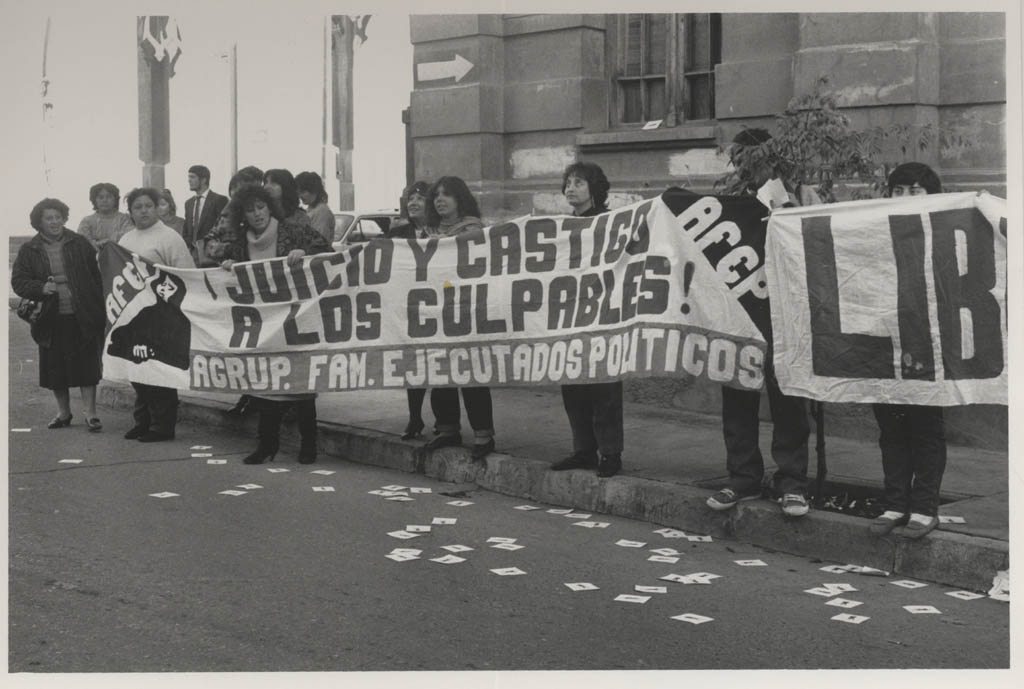
Manifestación de la AFEP en el frontis de la Comisión Chilena de Derechos Humanos.

Desde el mismo 11 de septiembre de 1973, la dictadura militar inició una masiva detención de adherentes u autoridades del gobierno de la Unidad Popular. Algunos de estos detenidos fueron ejecutados, tal como lo señaló la Comisión de Verdad y Reconciliación: 

“Debemos considerar, en primer lugar, las ejecuciones selectivas de carácter político.  Un muy apreciable número de las muertes de este período son de este tipo y afectan a las autoridades nacionales y locales del régimen depuesto y a los líderes y militantes más activos de los partidos que lo sustentaban.  Ellas se insertan dentro del clima reinante - inmediatamente después del 11 de septiembre de 1973 - de hacer una "limpieza" de elementos juzgados perniciosos por sus doctrinas y actuaciones, y de atemorizar a sus compañeros que podían constituir una eventual "amenaza".

En una segunda etapa de la represión, los servicios de seguridad de la dictadura, reprimieron a los detenidos, a través de la tortura, la ejecución de los presos, como la desaparición de los detenidos. Se denunció en el Informe Rettig de que la Dirección de Inteligencia Nacional (DINA) ejecutó militantes de izquierda, en los recintos secretos de detención en la vía pública, como incluso en atentados en el extranjero: 

“En otros casos, la víctima murió en el mismo recinto de detención, sea como ejecución directa, a consecuencia de las torturas, o, en algunos contados casos, por su propia mano impulsado por la desesperación.
Se narran también en este capítulo casos ocurridos en el período 1974-1977, en que la ejecución se practicó en la calle, luego de una emboscada, o incluso luego de haber detenido la persona, a quien a veces se le hizo correr para dispararle por la espalda.  Finalmente, algunos de los crímenes por la DINA en el exterior".

Durante la década de 1980, la represión fue ejercida por la Central Nacional de Informaciones (CNI). El Informe Rettig denunció las ejecuciones de militantes de izquierda realizas por este organismo, muchos de estos murieron producto de la tortura, otros fueron ejecutados en la vía pública e incluso en algunos casos estas ejecuciones iban acompañadas de un montaje comunicacional, los falsos enfrentamientos:

“Durante este período constantemente se entregó como explicación oficial de la muerte de militantes de colectividades de izquierda, el que habían caído en enfrentamientos armados con agentes de los organismos de seguridad, fundamentalmente la CNI.  Sin embargo, esta Comisión ha podido determinar que, en un elevado número, esos enfrentamientos jamás existieron".

La Agrupación de Familiares de Ejecutados Políticos se conformó como colectivo de familiares en 1976, sus miembros eran familiares directos de los asesinados por los agentes de la represión: madres, hermanas, esposas e hijas, todas mujeres, ya que la mayoría de las víctimas fueron varones. Por lo que las que conformaron esta agrupación eran: las esposas, las compañeras, las madres, las hijas e hijos, familiares y amigos de aquellos chilenos ejecutados por la dictadura entre los años 1973 y 1990. La agrupación nació al alero de la Agrupación de Familiares de Detenidos Desaparecidos, pero luego de unos años se independizó. Formando un grupo de familiares de víctimas con sus propias demandas. En la década de los años 80 la agrupación estuvo funcionando en las instalaciones de la Comisión Chilena de Derechos Humanos. El objetivo de esta agrupación ha sido siempre el mismo de su fundación, la exigencia de verdad y justicia para los casos de sus familiares.

## Acciones de la AFEP en democracia

### Verdad
Desde el regreso de la democracia las acciones de la AFEP, ha tenido un solo objetivo verdad y justicia para sus familiares. En marzo de 1991, el presidente Patricio Aylwin, dio a conocer el Informe Rettig informe que entregó un primer listado de víctimas de la dictadura, tanto ejecutados políticos, como detenidos desaparecidos. Por lo que se tuvo un listado de las víctimas ejecutadas como un breve relato de las circunstancias de su ejecución. Luego se publicó el Informe de la Corporación Nacional de Reparación y Reconciliación en el año 1996 que reconoció nuevos casos, de personas ejecutadas y detenidos desaparecidos. El Informe de la Comisión Valech II, se hizo público el año 2011, en este informe se calificaron nuevos casos de víctimas desaparecidas o ejecutadas.

### Justicia
Alicia Lira ha impulsado a través del equipo jurídico la interposición de querellas por los casos de ejecutados políticos que están en el listado de las comisiones de verdad. Querellas que han sido investigadas por los ministros instructores. La búsqueda de justicia ha sido una exigencia de la AFEP.

## Homenajes a las ejecutadas y los ejecutados
Cada 30 de octubre se conmemora en Chile el Día Nacional del Ejecutado Político. En la ocasión cada año se rinde en homenaje a los cientos de hombres, mujeres, que fueron asesinados por agentes del Estado durante el gobierno militar. Los y las familiares de los homenajeados continúan la lucha por  la justicia y el respeto a los derechos humanos.
En el Cementerio General de Santiago se construyó el “Memorial por los Detenidos Desaparecidos y Ejecutados Políticos” donde están los nombres a las personas detenidas desaparecidas además de las ejecutadas. Este lugar se convirtió en un sitio de memoria para recordar a los ejecutados políticos, fue inaugurado el 26 de febrero de 1994.

## Dirigentas
| Nombre                   | Cargo                  |
| ------------------------ | ---------------------- |
| Alicia Lira Matus        | Presidenta             |
| Silvia Fernández Guzmán  | Vicepresidenta         |
| Raquel Roa Rubilar       | Secretaria General     |
| Elier Quezada Lira       | Tesorera               |
| Yorka Salinas Martin     | Archivos y Memoria     |
| Monica Aqueveque Antileo | Cultura y comunicación |
| Magdalena Gonzales Uribe | Bienestar              |